# 9th Wonder
Patrick Denard Douthit  (15 januari 1975), beter bekend als 9th Wonder, is een hiphop-producent, platenbaas en dj uit Winston-Salem, North Carolina, die ook lesgeeft aan de faculteit van North Carolina, waar hij samenwerkt met professor Mark Anthony Neal.
Hij begon zijn carrière als hoofdproducent voor de groep Little Brother in Durham, North Carolina, en werkte ook samen met Jean Grae, Wale, Murs, Buckshot, Erykah Badu, David Banner, Rapsody en Talib Kweli. Sinds 2010 rapt 9th Wonder onder de naam 9thmatic. De producties van 9th Wonder bouwen vaak voort op samples van artiesten als Al Green en Curtis Mayfield 